# ウナス
ウナス、ウニス(英:Unas [ˈjuːnəs]、Wenis、Unis、ギリシャ語風表記:Oenas [ˈiːnəs]、Onnos、古代エジプト語:wnjs)はエジプト古王国第5王朝の9代目にして最後のファラオである。ジェドカラーの子であると考えられ、ジェドカラーの後を継いで紀元前24世紀中葉の15-30年間(紀元前2345年–紀元前2315年頃)を統治した。

## 概要
ウナスの治世については詳しい事が伝わっていないが、当時のエジプト王朝は経済的に斜陽の状況であった。レバント沿岸部やヌビアとの交易を続けるかたわら、カナン南部にて戦闘が行われたとみられる。支配権の分散により、ウナスの治世中も王権は弱体化する一方であったと推測され、これが究極的には約200年後のエジプト古王国崩壊に繋がっていく。
ウナスはサッカラに自身のためのピラミッドを建設しているが、これは古王国時代に建設された王のピラミッドとしては最小規模のものである。墓室部分と上下葬祭殿を連結する750mの通路は、他の王墓以上に多様かつ優れた壁画でもって豪奢な装飾が施されている。また、ウナスは自身のピラミッド内墓室にピラミッド・テキストの彫刻・記載がある最初のファラオである。ピラミッド・テキストはその後エジプト第1中間期(紀元前2160年頃–紀元前2050年頃)に至るまで模倣され続けた大きな発明であった。このテキストは王をラーやオシリスと同一視する内容で、こういった形の信仰はウナスの治世時代に出てきたものであり、王の死後の世界における旅路を支援する意図があった。
ウナスの子は数人の女子がいた他、後継者とみなされていた一人ないし二人の男子がいたと推定される。紀元前3世紀のプトレマイオス朝に仕えた神官でありエジプト最初の歴史書を記したマネトは、第5王朝はウナスの死で終わったと述べている。ウナスの後を継いだテティは第6王朝の初代ファラオであり、その即位にあたっては少しばかり混乱が生じたとみられる。しかし考古学的史料に基づけば、当時のエジプト人達は前朝の滅亡を認識しておらず、第5王朝と第6王朝とは実際上の差がない可能性も高い。
ウナスの死にあたって確立された葬祭の儀式は、古王国が終焉を迎えてもなお途絶えることなく、混乱の時代であるエジプト第1中間期にも続けられていたと考えられる。類似する儀式は更に後世の中王国時代(紀元前2050年頃–紀元前1650年頃)に至っても継続・復活がみられた。しかしそれでも、ウナスの墓所はアメンエムハト1世やセンウセレト1世(紀元前1990年頃–紀元前1930年頃)による資材目当ての部分的解体を免れることが出来なかった。
王家による取り扱いとは対照的に、ウナスはサッカラの土着神として信仰を集め、死後2000年近くが経った末期王朝時代 (紀元前664年–紀元前332年)に至っても崇拝されていたとみられる。

## 実在の立証

### 文献史料
ウナスの実在を立証する文献史料として第一に挙げられるのは、彼の名が記されている新王国時代の三つの王名表である。セティ1世治世時代(紀元前1290年–紀元前1279年)に制作されたアビドス王名表では、ウナスは33番目に記載されている。ラムセス2世治世時代(紀元前1279年–紀元前1213年)に作成された二つの王名表では、サッカラのタブレットの32番目、トリノ王名表の第3欄・25番目にその名が見える。トリノ王名表はまた、ウナスの統治期間を30年間と記している。三つの王名表の全てが、ウナスは第5王朝の9代目にして最後のファラオであり、先代はジェドカラー、後を継いだのはテティだとしている。これら年表の記述は、王墓などの発掘史料によって内容が立証された。
三つの王名表の他に、プトレマイオス2世時代(紀元前283年–紀元前246年)に神官マネトが著したエジプト史『アイギュプティカ』にもウナスに関する記述があったと考えられる。『アイギュプティカ』は現存する版本が無く、後世のセクストゥス・ユリウス・アフリカヌスやエウセビオスの著作中に佚文が残るのみである。アフリカヌスによれば『アイギュプティカ』には「第5王朝の最後の王は名をOnnosといい、治世は33年間である」との記述があるという。Onnosはウナスの名をギリシャ語表記したものと考えられ、33年という統治期間はトリノ王名表の30年間という記録と比較的符合する。

### 同時代の物的史料
ウナスのピラミッドで発見された多数の壁画も、30年間とされるウナスの治世を知る上で基礎的な史料である。またその他に、ウナス治世時代のものとみられる数点の文献が奇跡的に現存している。第5王朝時代のネクロポリスであったアブシールの発掘調査では、わずか4点であるが、確実にウナスに関係するものであろう日時入りの碑文が発見された。これは明らかに、ウナスの治世の3年目・4年目・6年目・8年目について述べているものであった。ナイル川の第1急流に位置するエレファンティネ島にも、ウナスの石刻碑文が残されている。

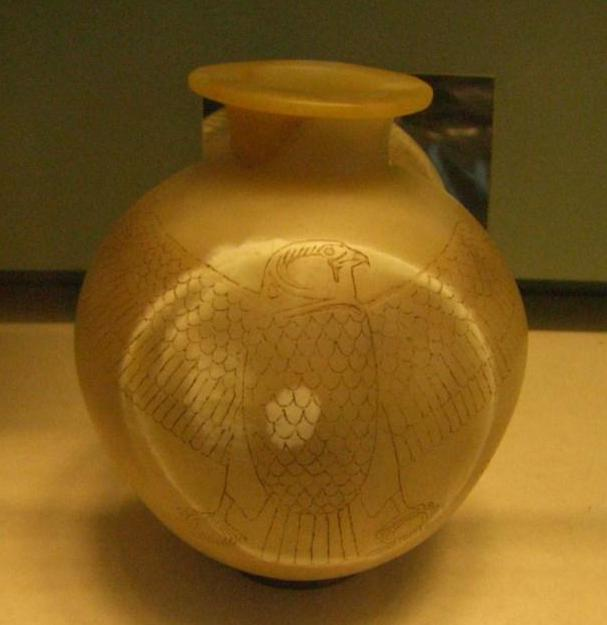
ウナスのアラバスター製球形瓶。ルーブル美術館所蔵。

また、ウナスの名のカルトゥーシュが記されたアラバスターの瓶子類もいくつか発見されている。レバント沿岸部のビブロスで発見された完品の瓶子と幾つかの破片がベイルート国立博物館に収蔵されている。フィレンツェ考古学博物館には来歴不明の瓶子が所蔵されており、「ホルス名ウアジタウィ、永遠の命持つもの、上下エジプトの王、ラーの子、ウナス、永遠の命持つもの」と記されている。ルーブル美術館でも来歴不明の瓶子が展示されている。高さ17cm、幅13.2cm、アラバスター製の球形瓶であり、羽を広げた隼の絵と、アンクを抱えた2つの蛇形記章(あるいは身を起こしたコブラ)がウナスのカルトゥーシュを取り囲む意匠でもって精緻に装飾されている。ブルックリン美術館は、ウナスのカルトゥーシュとホルス名が記された軟膏壺を所蔵している。ピートリー博物館では、方解石製の壺の口縁部破片にウナスのカルトゥーシュ2つが記載されているものを所蔵している。

## 治世

### 家族
ウナスは先代のファラオであるジェドカラーの死去に伴って即位したものと推測される。ジェドカラーはウナスの父と考えられるが、父子関係を実証できる史料は見つかっていない。ジェドカラーからウナスへの王位継承に当たって、特段の問題は生じなかったとみられる。
ウナスには少なくとも二人の妻があり、ウナスのピラミッドに隣接して建てられている二つの大型マスタバにはそれぞれNebetとKhenutという王妃が埋葬されている。ウナスとNebetの間には「王の息子」「王家の侍従」「マアトの神官」「上エジプトの監督者」Unas-Ankhと呼ばれる男子がいたが、ウナスの在位中に10歳前後で死亡したとみられる。Unas-Ankhとウナスの父子関係は、名前・称号の内容や、墓所がウナスとNebetの墓所に近接していることから類推できるが、否定的な意見も強い。他にNebkauhorとShepsespuptahという男子もいたと推測されるが、父子関係についてはやはり推測に留まり議論が続いている。少なくともウナスが没した際には、後継者となる男子はいなかったとみられる。
ウナスの娘は少なくとも五人おり、Hemetre Hemi、Khentkaues、Neferut、Nefertkaues IkuSesheshet Idutという名である。なおイプト1世もウナスの娘であるとされているが、確証はない。

### 統治期間

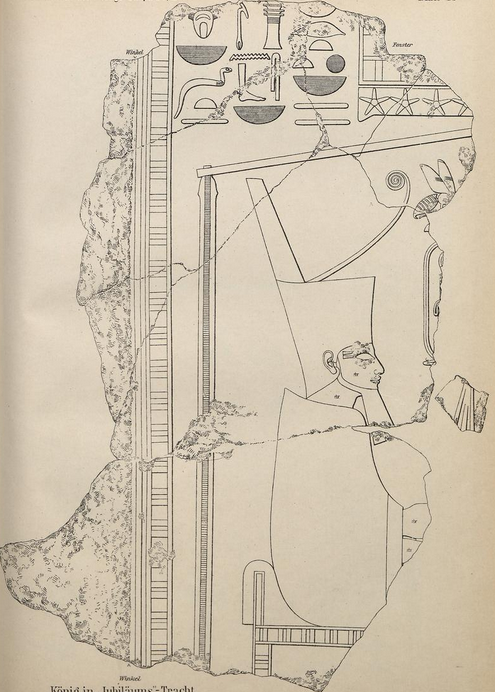
セド祭のためのチュニックを纏ったサフラー王を描いたレリーフ。ウナスの墓所で発見された、セド祭を描いたレリーフと似通っている。

ウナスの統治期間の長さについては不明瞭である。前述の通り、文献史料では彼の統治期間を30年ないし33年と記録しており、フリンダーズ・ピートリー、ウィリアム・クリストファー・ヘイズ、Darrell Baker、Peter Munro、Jaromir Malekといったエジプト史研究者達がこの数字を支持している。これだけの長期にわたって治世が続いたという説は、ウナスの墓所でセド祭を描いたものが見つかっていることから補強可能である。セド祭は通常、30年間以上統治が続いた場合にしか行われないものであり、ファラオの心身の力を若返らせる目的があった。しかしながら、セド祭の描写記録が存在することが長期の在位を必然的に意味するわけではない。一例として、サフラー王の葬祭神殿からもセド祭装束の姿で描かれたレリーフが発見されているが、文献史料・出土史料の何れの観点からも、サフラーの統治期間は14年未満であったものと考えられている。
他のエジプト史学者は、治世8年目以後の日付を含む文献が見つかっていないなど、統治期間を示す遺物の不存在を論拠としてウナスの統治期間が30年未満であると主張している。ユルゲン・フォン・ベッケラスはウナスがエジプトを統治していたのは20年間だとしているが、Rolf Krauss、David Warburton、エリク・ホーナングらが2012年に発表したエジプト歴史年表では、更に短縮され15年間とされた。Kraussとミロスラフ・ヴァーナーは、トリノ王名表における第4王朝及び第5王朝の記述は信憑性になお疑問が残るとし、ウナスの統治期間が30年間だと記述している箇所もやはり論拠たり得ないと述べている。
ナギーブ・カナワティによるサッカラでのNikau-Isesi墓所発掘調査も、統治期間が比較的短かったという説を傍証するものである。Nikau-Isesiはジェドカラー治世に宮仕えを始めた官僚で、ウナスの治世中も存命であり、後継者であるテティの代には上エジプトの監督官となり在職中に没した。Nikau-Isesiの没年はテティ治世中の「11回目の牛を数える年」であるが、これは徴収すべき税額を定めるため国内の家畜の総数を調べる行事である。古王国時代には2年に1回、後の中王国時代(紀元前2055年頃–紀元前1650年頃)では毎年行われたというのが古くからの定説である。すなわち、Nikau-Isesiはテティが即位してから22年間生きたと考えられ、ウナスの統治期間を仮に30年として合算すると、死去時の年齢は70歳以上であったことになる。しかしNikau-Isesiのミイラを医学的に調査した結果、死去時の彼はせいぜい45歳程度であったとされた。この結果からは、ウナスとテティの治世下では、例外的に家畜の計数を2年に1回より多い頻度で行っていた可能性が考えられる。仮にそうであれば、トリノ王名表におけるウナスの治世30年間という数字は家畜の計数が15回あったことから算出された数字であり、実際には15年間の治世であったと推測できる。同様にテティの統治年数も家畜の計数の回数と同じとすれば、Nikau-Isesiが40歳代前半で死没したことと符合するのである。

### 活動
交易と戦争

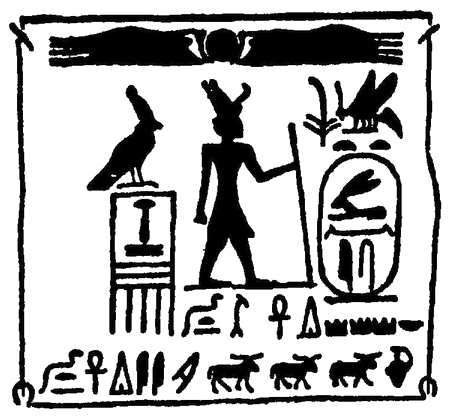
エレファンティネ島所在のウナスの石刻碑文図像

統治期間をはっきりさせる史料が見つかっていないため、ウナスの王としての活動については殆ど不明である。周辺諸国・諸都市との通商関係、特にビブロスとの交易は、ウナスの即位後も続いていたようである。ウナスのピラミッドの通廊で発見されたレリーフの中には、水夫ないし奴隷とみられるシロカナン人の男性達を乗せた大型の遠距離航行船団が、レバント沿岸部から帰還してくる様子を描いたものがある。また軍事行動に関するレリーフもあり、弓矢と短剣で武装したエジプト兵がシャス人(カナン地域の遊牧民)達を攻撃している様子が描かれている。しかしこれらと近似するレリーフはサフラー王のピラミッドなど時期の遡る他の墓所でも見つかっており、事実を記録したというよりは、墓所の装飾として定番の画題であった可能性も高い。事実を描いているという説の傍証となり得る史料としては、ウェニの自伝において、第6王朝の初期にはしばしばカナン地域の遊牧民に対し報復的な襲撃が行われたと記述されていることなどが挙げられる。
エジプト南部との関係では、エレファンティネ島に残された碑文に、ウナスが下ヌビアの王を訪問したと記録されている。この行幸は当地の支配者から貢納物を受け取るためか、当地の情勢が不安定になりつつあったためと考えられる。また、ウナスのピラミッドの通廊にはキリンを描いたレリーフがあり、これもヌビアとの交易関係の存在を示唆している。
内政

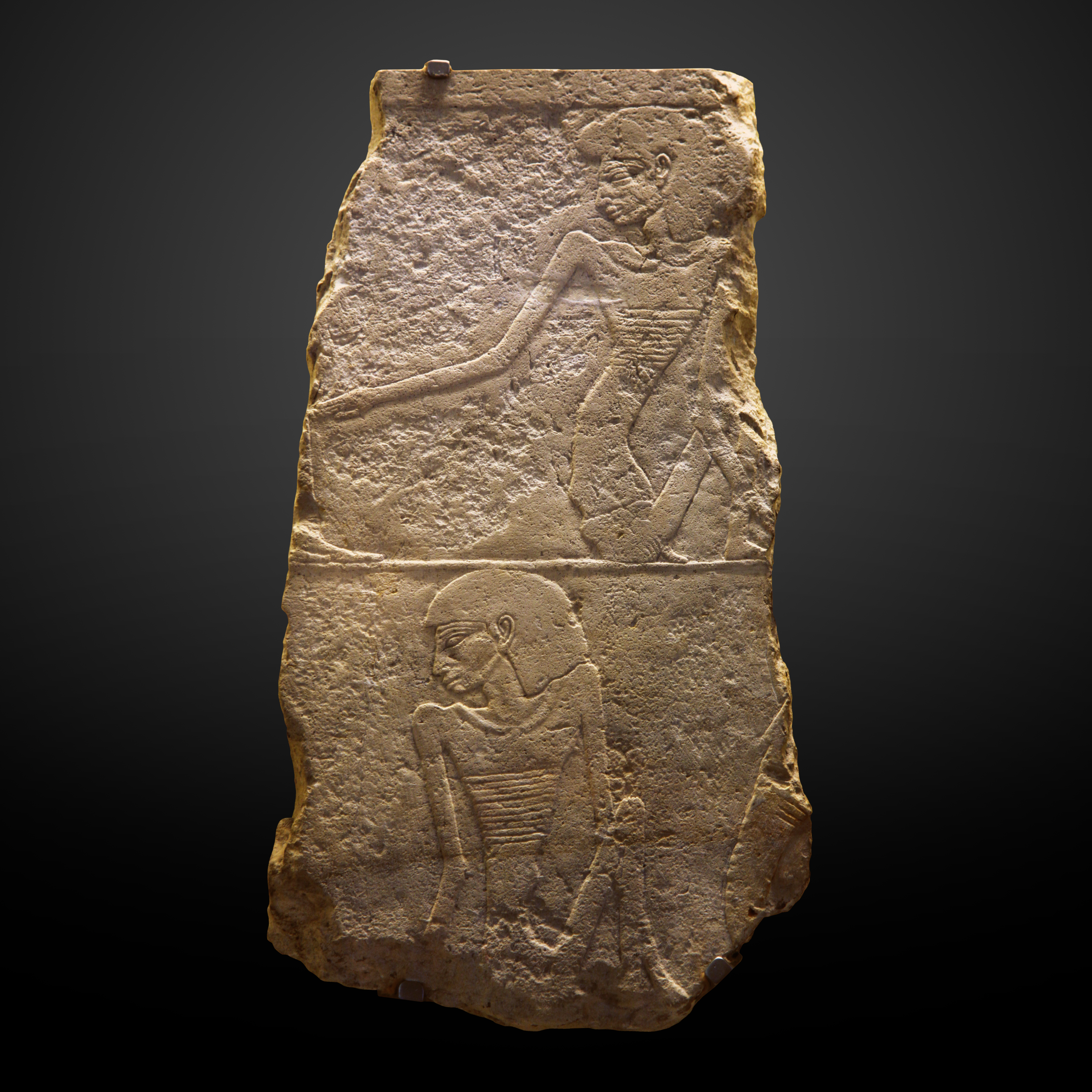
サッカラのウナスの墓所通廊から見つかったレリーフ。遊牧民が飢えに苦しむ姿を描いている。

ウナスの治世は経済的に斜陽の情勢であったが、フランスのエジプト史学者ニコラス・グリマルは「頽廃衰微の状況だったわけではない」としている。実際に当時のエジプト王国はまだ、王のピラミッドの建材を調達する遠征を行うだけの余裕があった。この遠征の様子はウナスの墓所通廊のレリーフに描かれている他、行政官の手記らしき碑文にもこれに言及しているものがある。手記では、10.4mほどもある椰子木型の石柱を輸送した際の様子について述べている。この赤色花崗岩製の石柱をエレファンティネ島からサッカラへ輸送する作業は僅か4日間で完遂され、筆者は王からその手際を賞賛されたという。ウナスのピラミッド建設に当たっては、主要な作業はサッカラの地でなされたが、一部の作業はエレファンティネ島でも行われていた。
当初、ウナス治世下の内政状況についてはかなり悲惨な状態であったと考えられていた。これはウナスのピラミッド通廊のレリーフに痩せ衰えた人々が描かれており、当時飢饉が起こっていたものと推測されたためである。しかし1996年、アブシールでの発掘調査により、サフラー王のピラミッドからこれらと類似するレリーフが発見された。サフラーの治世にあたる第5王朝初期は、王朝繁栄の時代であった。更に、餓えた姿で描かれている人々の図像は特徴的な髪型をしており、エジプト人を描いたものではなく砂漠地帯の住人や遊牧民を描いているのではないかという研究結果も出された。このため現在ではこれらのレリーフについては、実際の出来事を描いているのではなく、貧民に対する王の仁徳や、エジプトを取り巻く砂漠地帯の生活の過酷さを現す定番の画題であろうと考えられている。

### 死去と王朝の終焉
マネトのエジプト史の記述では、第5王朝はウナスの死で終わりを迎えたという。これはウナスが後継者となる男子なくして没したためと考えられ、彼の息子と推定されるUnas-Ankhはウナスよりも前に死去したとみられる。後継者争いが生じたであろうことは、テティが即位時に名乗った名から推測できる。Seheteptawy、すなわち「彼は二国を調停/鎮圧する者」である。テティはウナスの娘と推定されるイプト1世との婚姻関係に基づいて王位継承権を主張したという説があるが、この説については、イプト1世の称号が王の娘という意味であるか否かが確定しておらず、議論の分かれる所である。更にテティが王族との婚姻関係によって王位継承を主張したという説自体も、Munro、Dobrev、Baud、Mertz、Pirenne、Robinといった、ファラオの座が女系王族の存在を無視して継承されることはないと考える多くのエジプト史学者たちにより否定的意見が出されている。
王朝交代についてはマネトの記述に加え、マネト発案の王朝区分に依っていない筈のトリノ王名表でも、ウナスと後継者テティとの間で明確に区切りを入れている。しかしエジプト史学者Jaromir Malekはこれについて、「トリノ王名表においてこういった区切りを入れている箇所は、全て王都や王宮の移転を示すものである」と述べている。Malekの説では、イネブ・ヘジの名で知られるエジプトの王都は、この頃もう少し南のサッカラ南部東側に新たに出来た町へ遷されており、ウナスの王宮もそちらにあったのではないかとしている。これらの都市は最終的に紀元前2000年頃、メンフィスの町に統合された。
マネトが何を論拠として第5王朝がウナスの代で終わったとしたのかは定かでないが、当時のエジプト人達は第5王朝が滅んで新王朝が樹立されたことに気づいていなかったとみられる。内政上も何らかの騒動が起こった形跡はなく、宰相のMehuやKagemni、Nikau-Isesi、エドフの監督者Isiなどウナスに仕えていた多数の官僚達は、テティの即位後も変わらず職務に当たっていた。古王国時代のエジプト人達が王朝の交代を考えもしなかったとすると、第5王朝と第6王朝とは実際上の差異が無い可能性も高い。

## 宗教と王権の改革
ジェドカラーとウナスの治世は、古代エジプトの宗教や王権のあり方が変容する時期であった。明白な変化が最初に見られるのはウナスの治世時代においてである。第5王朝ファラオのホルス名があらわれている封泥遺物を統計的に分析すると、ウナスの治世下でホルス名の使用が明らかに少なくなっていることが判る。テティの時代にもこの傾向は続いており、テティのホルス名が記された封泥は僅か2点しか発見されていない。これは地方行政官や神官の権力が増大していくにつれ、王権が弱体化していっていた当時の情勢を反映している。
一方でオシリス信仰が徐々に強まり、ファラオを描いたものにおいて王の代わりに死後の安寧を保障する神としてのオシリスが描かれるようになっていった。ドイツのエジプト史学者ハートヴィッヒ・アルテンミュラーは当時のエジプト人の信仰について以下の様に述べる。
エジプトの神殿において太陽神ラーが最高神であるという立場自体は揺らがなかったが、ラーへの信仰を表すものは減少していった。ジェドカラーとウナスは第5王朝の他のファラオ達と異なり、太陽神神殿をひとつも建設していない。加えて、第5王朝の王の名にはラーに関する語句を含めるというのが初代ファラオのウセルカフより1世紀ほども続いていた伝統であったが、メンカウホルとウナスの名にはそういった要素が何ら含まれていない。ウナスのピラミッドで発見されたピラミッド・テキストは、当時のエジプトでオシリスとラーの2神が如何に重視されていたかを良く表している。両者は何れも死後の旅において重要な役割を果たす神で、ラーは生命の源であり、オシリスは来世に辿り着くための力を持つものと信じられていた。

## ピラミッド施設
詳細はウナスのピラミッドを参照

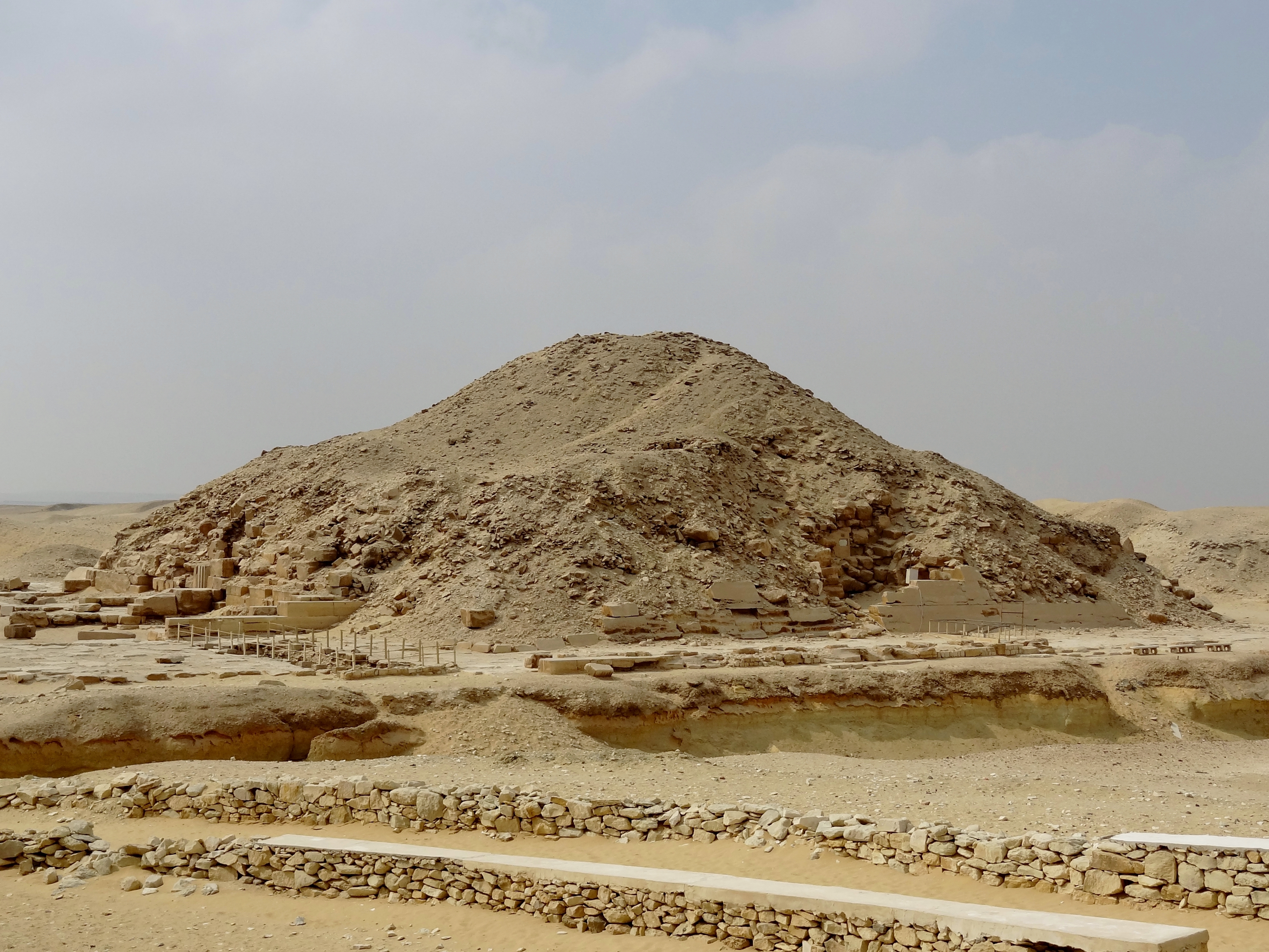
サッカラにあるウナスのピラミッド

ウナスは自身のためのピラミッドを、サッカラ北部のセケムケト王のピラミッドとジェセル王のピラミッド南西隅の間に建設した。ウセルカフのピラミッドはジェセル王のピラミッドの北東隅付近にあるため、ウナスのそれと丁度対称の位置になる。建設の過程で、当地にあった古い墓の幾つかが整地されて埋められた。代表的なものとして第2王朝のファラオヘテプセケメイ(紀元前2890年頃)の墓所が挙げられる。
ウナスのピラミッドには「ウナスのための美しき場所(Nefer Isut Unas)」という名が付けられていた。このピラミッドは古王国時代に建設されたものとしては最小であり、正方形の基壇は57.7m四方、高さは43mである。

### 葬祭施設

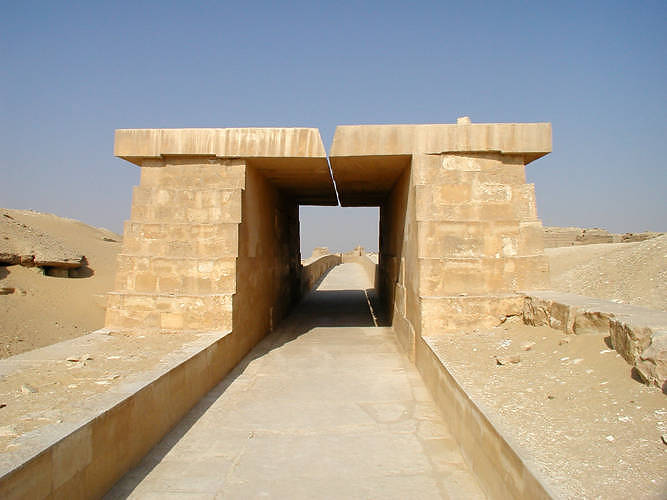
ウナスの葬祭施設通廊の復元部分

ウナスのピラミッドは一帯に建てられた葬祭施設の一部として存在している。入り口は古代の湖の岸辺に位置する河岸神殿である。この神殿は王に捧げる食料を受け入れる場所であり、供物の支度はここで為された。神殿の後背からはクフ王墓のそれに匹敵する750mもの通廊が延びており、ピラミッド本体に隣接する上部神殿へと至っている。通廊の屋根には細い隙間が設けられており、そこから入る光が内壁全体を覆う彩色壁画を照らし出す構造である。壁画にはエジプトの歳時記や、列を成すエジプト諸州の人々、作業中の職人達、供物を運ぶ人々、戦闘の様子、ピラミッド建設のため花崗岩の柱を輸送する様子などが描かれている。
通廊の終端には列柱に囲まれた中庭へと続く大広間があり、広間の周囲には倉庫となる小部屋が配されている。この中庭は王の彫像を納めた葬祭神殿に繋がっており、死者への供物を捧げる場所であった。葬祭神殿はピラミッドの東側面に接して建てられているもので、聖域を区切るため壁で四方を囲まれている。区画壁の南東隅には、王のカー（精神）のために小型の副ピラミッドが設置されている。ピラミッドの内室部分は1881年にガストン・マスペロが初めて立ち入り調査を行い、ピラミッド・テキストを発見した。墓室内には黒色の泥質硬砂岩製の石棺が床に埋められていた他、カノプス容器1点があっただけであった。石棺からはウナスのものとみられる骨の砕片が発見された。

### ピラミッド・テキスト

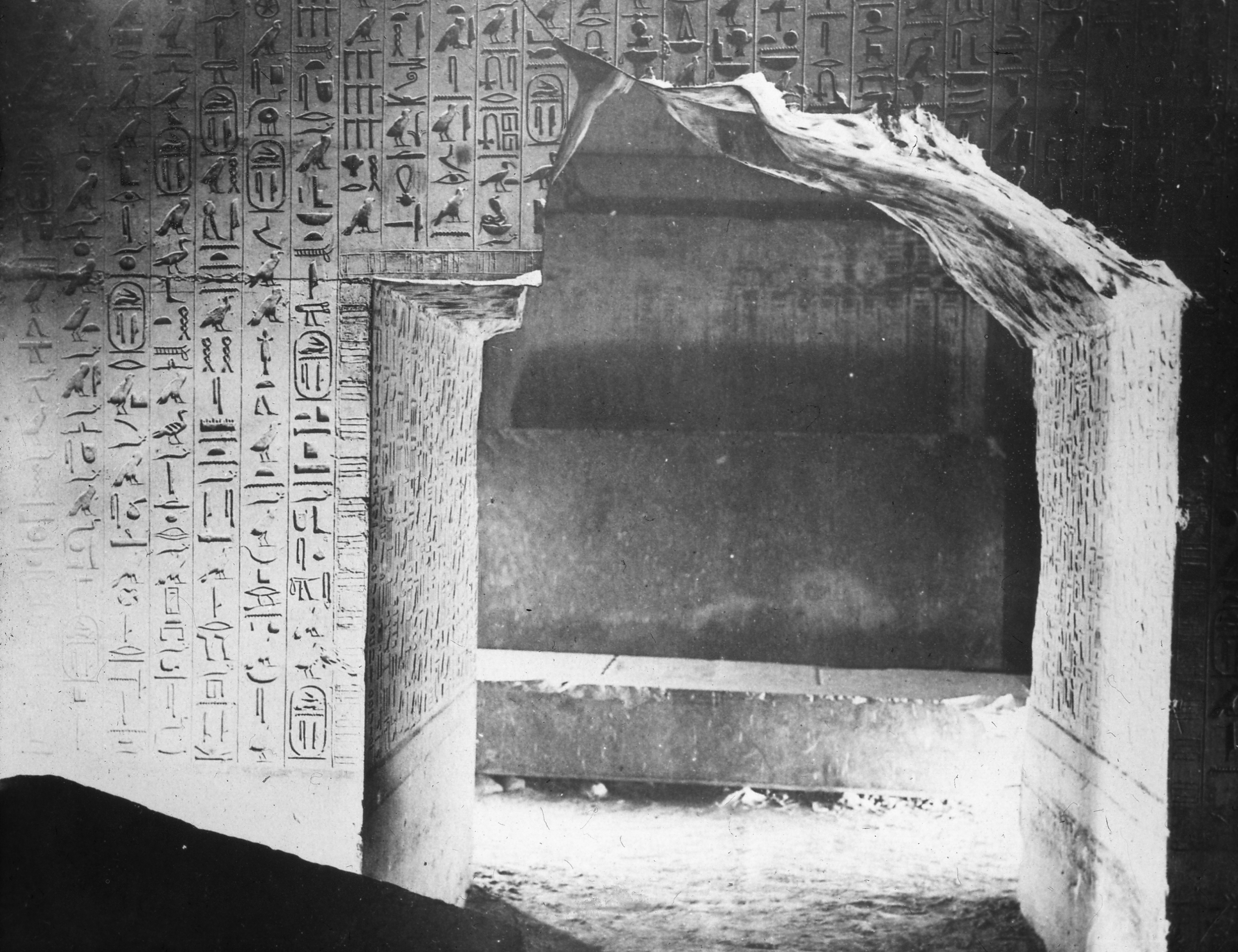
ウナスの墓室に刻まれたピラミッド・テキスト

ウナスのピラミッド最大の発見は最古のピラミッド・テキストであり、これは現存する古代エジプト宗教文献の中でも最古級と言えるものである。墓室にピラミッド・テキストをあしらうことにより、ウナスはその後の第6王朝から古王国時代最後の第8王朝にかけて約200年続く信仰形態に先鞭を付けたのである。
総数283の呪文は声に出して唱えるものだが、ウナスのピラミッドでは通廊、控えの間、墓室それぞれの壁面に刻まれており、記号は青色で塗装されている。これらは現存するピラミッド・テキストの中でも最も完本に近いものである。この呪文は死後の世界で障害となる敵や力から王を守らんとするものであり、そのために来世で王の神聖な父となる太陽神ラーの助力を求めるものである。ウナスのピラミッドの建設者達はこれらのテキストをピラミッド内室に書き込むことで、葬祭儀礼が途絶えた後も王が呪文の効果を享受できるように計らったのである。故に、ウナスのピラミッドにみえるピラミッド・テキストは儀礼の指示書きと実際に発する言葉とを組み合わせたものとなっており、王の葬祭神殿における宗教儀式でこれらの動作・発語が行われていた様を詳細に知ることが出来る。
ウナスのピラミッドにテキストが良好な状態で保存されていたため、これらのテキストはファラオのバー（魂）が読めるよう配されていたことが判った。ファラオのバーは再生の呪文によって石棺より現れ、その周囲は防御の呪文と供物によって守られる。バーはその後、ファラオをドゥアトに住まうオシリス神と同格化する呪文の効力によって墓室を出で、アケトを模した控えの間へと移動する。ウナス墓所の控えの前に彫られた呪文群には「食人の讚歌」として知られる2節が含まれているが、これらはファラオが神も人も区別なく食らいながら嵐の空を飛び天界へと向かう様を描写している。この行為によってファラオは神々の生命力を得るのである。そしてウナスのバーは日が昇る方角である東へ向けて、ピラミッドの石段と葬祭神殿に設けられた偽扉を乗り越える。最終的に、左折したバーはピラミッドの通廊を通り抜けて、天空に坐すラー神と合流するのである。
ウナスのピラミッドにみえる呪文の一例として、第217番は以下の様な内容である。

## 遺産

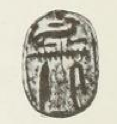
ウナスの名が彫られたスカラベ

ウナスの遺産としてもっとも直接的なものは、古王国の終焉まで継続された彼のための葬祭儀礼である。サッカラに残る7人の神官の墓はその証であり、葬祭施設で為されねばならない儀式が存在したことを意味するものである。7つの墓のうち3つはペピ1世没後頃の第6王朝初期のものである。他の3つはペピ2世治世時代のもので、最後の1つは古王国最末期(紀元前2180年頃)のものである。ウナスの葬祭儀礼に携わった神官達は王のバシロフォラス名を拝領しており、これは就任時につけられたものとみられる。
ウナスの葬祭儀礼は、混乱のエジプト第1中間期を生き延び中王国時代まで続いていた。第12王朝時代(紀元前1990年-紀元前1800年頃)には、教戒神官のUnasemsafとその家族がウナスの葬祭儀礼に携わっていた。にもかかわらず、ウナスの葬祭施設はアメンエムハト1世やセンウセレト1世のピラミッド建設にあたり、建材を再利用すべく一部が解体されてしまった。
王朝公式の祭祀儀礼以外では、ウナスはサッカラのネクロポリスの土着神と見做されるようになっていた。これについて、Grimalはウナスの葬祭施設の壮大さに直接起因するものとしている。Malekは古王国時代にウナス信仰が一般的であったかについては疑問視しているものの、中王国時代以後に信仰されていたことは認める立場である。これは中王国時代、サッカラのネクロポリスに入る際はウナスの葬祭施設のある場所を入り口とする習慣が再発生していたことによる。ウナスへの信仰は約2000年程も続き、サッカラからはウナスの名が刻印された夥しい数のスカラベが発見されている。これらは新王国時代(紀元前1550年頃-紀元前1077年頃)から末期王朝時代(紀元前664年-紀元前332年)頃のものとみられる。こういったウナス信仰の中心にあったのは、ウナスのピラミッドや付属する葬祭神殿ではなく、河岸神殿に置かれていたファラオの像であった。
この信仰が存在した事実によって、ラムセス2世 (紀元前1279年-紀元前1213年)の子である王子 カエムワセトによる精力的な神殿再建事業において、ウナスのピラミッドが再建対象となった理由を説明できる。